# Sekčov
Sekčov – rzeka we wschodniej Słowacji, lewy dopływ Torysy w zlewisku Morza Czarnego. Długość - 44 km. 
Sekčov wypływa na wysokości 740 m n.p.m. pod szczytem Bukový vrch w Górach Czerchowskich. Spływa z gór na wschód na Pogórze Ondawskie, a stamtąd na południe do Kotliny Koszyckiej. Przecina Preszów, gdzie uchodzi do Torysy na wysokości 234 m n.p.m. Największe dopływy: Ternianka i Pastevník.
Doliną Sekčova, na całej prawie jej długości (z wyjątkiem odcinka źródłowego) biegnie linia kolejowa z Preszowa do Bardejowa.